# Сітницький Микола
Сітницький Микола (6 грудня 1884, Комарно — 1934) — український педагог.

## Життєпис
Закінчив Перемиську гімназію в 1907 році. Працював учителем німецької і української мов в учительській семінарії у Заліщиках, у 1924—1932 — в жіночій гімназії Інституту для дівчат у Перемишлі (деякий час п дир.). За часу ЗУНР був комендантом радіостанції УГА.